# Vissarion Agathonita
Svatý Vissarion Agathonita (světským jménem: Andreas Korkoliakos; 1908, Petalidi – 22. ledna 1991, Athény) byl řecký pravoslavný duchovní, monach a starec.

## Život
Narodil se roku 1908 ve vesnici Petalidi na území Messénie.
V 16 letech odešel do Kalamaty, kde se rozhodl stát monachem. Začal pobývat v monastýru Dimiova, kde byl roku 1928 postřižen na monacha se jménem Vissarion na počest svatého Vissariona, arcibiskupa larisského.
Dne 12. prosince 1931 jej metropolita messénijský Meletios Sakellaropoulos rukopoložil na hierodiakona a 15. září 1933 byl rukopoložen na jeromonacha. Kvůli jeho pracovitosti a mnišské horlivostí jej tehdejší messénijský metropolita Polykarpos Synodinos povýšil na archimandritu.
Roku 1935 odešel na pozvání metropolity Ezechiela do Karditsy, kde se věnoval charitativní činnosti. Jeho práce pro chudé a nemocné nebyla oceněna a mnoho lidí bylo proti němu.
Roku 1955 odešel do monastýru Agathonos, kde se ujal duchovní obnovy monastýru.
Je známo že každé pondělí a úterý navštěvoval nemocnici ve městě Lamia. Zde zpovídal a utěšoval nemocné.
Zemřel 22. ledna 1991 v Athénách.

## Svatořečení
Dne 3. března 2006 byly jeho ostatky exhumovány a nalezeny neporušené bez větších známek rozkladu.
Dne 14. června 2022 jej Svatý synod Konstantinopolského patriarchátu zařadil mezi svaté s ustanovením památky v den jeho smrti.